# Abgar V van Osrhoene
Abgar V de Zwarte of Abgarus V van Edessa (Syrisch:ܐܒܓܪ ܚܡܝܫܝܐ ܐܘܟܡܐ; ʾAḇgar Ḥəmīšāyā ʾUkkāmā) gestorven: ca. 50) was een historische Aramese heerser van het koninkrijk Osroene, met als hoofdstad Edessa. Hij was gehuwd met Helena van Adiabene. Volgens de legende werd hij bekeerd tot het christendom door Thaddeus van Edessa, die behoorde tot de zeventig apostelen.

## Christelijke legende
Abgar V is volgens de Syrisch christelijke traditie een van de eerste christelijke heersers in de geschiedenis die volgens de traditie bekeerd zou zijn door Thaddeus van Edessa.
Volgens de legende was Abgar ongeneeslijk ziek en toen hij van de wonderbaarlijke krachten van Jezus hoorde, schreef hij een brief aan hem waarin hij de goddelijkheid van zijn persoon erkende. Volgens de traditie antwoordde Jezus dat hij later een van zijn leerlingen zou sturen om Abgar te helpen. Volgens de latere kerkvader Eusebius van Caesarea zou deze briefwisseling bewaard zijn gebleven in de koninklijke archieven van de stad Edessa. De apostel Thomas stuurde in het jaar 29 Thaddeus naar Edessa om de koning bij te staan. Hij werd genezen door een afbeelding van Christus op een doek, dit doek zou later bekend gaan staan als het Kleed van Edessa.

### Historiciteit
De legende van Abgar heeft een belangrijke rol gespeeld in de definitie van de Oosters-orthodoxe kerken. Omdat de historiciteit van de briefwisseling niet valt vast te stellen, wordt aangenomen dat er sprake is van een legende. Sommige historici veronderstellen dat er legendevorming heeft plaatsgevonden rondom Abgar VIII de Grote (177-212), die als eerste een christelijke koning was. Enkele recente onderzoeken van onder andere David Wilmhurst en Alexander Mirkovic wijzen er op dat het verhaal van Abgar veel overeenkomsten vertoont met de doctrine van Addai, een tekst uit de 5e eeuw. Een overeenkomst met de bekering van mensen als Paulus en Constantijn de Grote is dat apostelen geen rol hebben gespeeld tijdens het proces van de bekering, maar dat de openbaring direct van Jezus Christus is gekomen.

## Christelijke nalatenschap
In de Oosters-orthodoxe kerken wordt Abgar als heilige vereerd en zijn feestdag is op 11 mei. Op 1 augustus wordt zijn feest gevierd door de Syrisch-orthodoxe Kerk van Antiochië en de Armeens-Apostolische Kerk.

## Opgravingen
In juli 2016 is er in Edessa (het huidige Sanliurfa) de grootste necropolis ter wereld gevonden, die waarschijnlijk behoorde tot de edelen van de familie van Abgar.